# Ouratea amplifolia
Ouratea amplifolia är en tvåhjärtbladig växtart som beskrevs av Herman Otto Sleumer. Ouratea amplifolia ingår i släktet Ouratea och familjen Ochnaceae. Inga underarter finns listade i Catalogue of Life.